# Philip Dejworek
Philip David Dejworek (* 17. August 1978 in Kattowitz, Polen) ist ein deutscher Basketballtrainer und ehemaliger -spieler.
Während seiner Spielerlaufbahn absolvierte er für den Mitteldeutschen BC 14 Partien in der Basketball-Bundesliga.

## Karriere
Dejworek spielte im Jugendbereich des SV Oberelchingen und ging 1995 in die Vereinigten Staaten, wo er zunächst an der South Eugene High School (Bundesstaat Oregon), anschließend an der Coeur d’Alene High School (Bundesstaat Idaho) spielte. 1997 nahm er ein Studium der Betriebswirtschaft an der University of Portland auf und gehörte zur Basketball-Auswahl der Hochschule. Für die „Portland Pilots“ bestritt er bis 2001 insgesamt 105 Partien.
Im Juli 2001 unterschrieb Dejworek beim Bundesligisten Mitteldeutscher BC seinen ersten Profivertrag. In 14 Bundesliga-Einsätzen für den MBC erzielte er in der Saison 2001/02 pro Spiel im Durchschnitt 3,7 Punkte und nahm mit dem Verein zudem an der Nordeuropäischen Basketball-Liga teil.
Dejworek spielte von 2002 bis 2004 beim norwegischen Erstligisten Bærums Verk und gewann mit der Mannschaft 2004 den Meistertitel. In der Saison 2004/05 lief er für den finnischen Verein Salon Vilpas auf, 2005/06 für den deutschen Regionalligisten TV Salzkotten und 2006/07 für Akropol BBK in der ersten schwedischen Liga. Bei dem Verein aus Stockholm arbeitete er darüber hinaus als Assistenztrainer und war in die Jugendarbeit eingebunden.
2007 kehrte Dejworek zu Salon Vilpas nach Finnland zurück, wurde Cheftrainer der Mannschaft, wobei er zeitweise als Spielertrainer fungierte. Er führte den Verein 2009 zum Aufstieg in die erste finnische Liga. Zur Saison 2010/11 übernahm er das Traineramt beim dänischen Spitzenclub Bakken Bears, die unter Dejworeks Leitung 2011 und 2012 dänischer Meister sowie 2011 Pokalsieger wurden. Unter Dejworek gewann die Mannschaft 95 von 106 Spielen, was mit 90 % gewonnener Spiele einen Vereinsrekord bedeutete. Im Dezember 2012 kam es zur Trennung.
In der Saison 2013/14 trainierte Dejworek den österreichischen Erstligisten WBC Wels. In seiner ersten Saison in Wels erreichte die Mannschaft das Halbfinale der Playoffs. 2015 wurde er Cheftrainer des luxemburgischen Erstliga-Vereins T71 Dudelange und führte die Mannschaft in seiner ersten Saison zum Gewinn des Pokalwettbewerbs. Im Mai 2017 kam es zur Trennung und Dejworek wurde fortan als Nationaltrainer der Luxemburgischen Junioren-Nationalmannschaft sowie als Co-Trainer der A-Nationalmannschaft tätig. Zur Saison 2019/20 trat er bei Racing Luxemburg das Cheftraineramt an. Unter seiner Leitung wurde Racing in der wegen der Ausbreitung des Coronavirus SARS-CoV-2 vorzeitig beendeten Spielzeit 2019/20 den fünften Rang, mit dem Saisonende kam seine Amtszeit zum Abschluss. Im Mai 2020 wurde er als neuer Trainer von Avanti Mondorf (zweite Liga Luxemburg) vorgestellt.
Zur Saison 2023/24 wechselte Dejworek innerhalb Luxemburgs zu den Musel Pikes. Er übernahm im Sommer 2024 das Traineramt beim Zweitligisten BBC Kordall.

## Privates
Dejworeks Vater Leopold war polnischer Basketball-Nationalspieler und war nach seinem Umzug nach Deutschland dort als Spieler und Trainer tätig. Dejworeks jüngere Brüder Michael und Nils spielten bzw. spielen Basketball im Profibereich.

## Erfolge als Trainer
- 2009 Aufstieg in die 1. Finnische Liga (Korisliiga)
- 2011 Dänischer Meister
- 2011 Dänischer Pokalsieger
- 2012 Dänischer Meister
- 2016 Pokalsieger Luxemburg